# Palpita persicalis
Palpita persicalis is een vlinder uit de familie van de grasmotten (Crambidae), uit de onderfamilie van de Spilomelinae. De wetenschappelijke naam van deze soort is voor het eerst voorgesteld als Apyrausta persicalis door Hans Georg Amsel in een publicatie uit 1951.
De soort komt voor in Iran.